# Cheong Chi Un
Cheong Chi Un (em chinês:  張志遠; Macau, 24 de outubro de 1986) é um karateca macaense. Venceu a medalha de ouro nos Jogos da Ásia Oriental de 2005, realizados em Macau. Em 2005 foi agraciado com o Título Honorífico de Valor pelo governo da Região Administrativa Especial de Macau da República Popular da China.